# Poiana Teiului
Poiana Teiului est une commune roumaine du județ de Neamț, dans la région historique de Moldavie et dans la région de développement du Nord-Est.

## Géographie
La commune de Poiana Teiului est située dans le nord-ouest du județ, entre les Monts Stânișoara au nord-est et les Monts Bistrița au sud-ouest, dans la vallée de la Bistrița avant le lac Izvorul Muntului, à 75 km au nord-ouest de Piatra Neamț, le chef-lieu du județ.
La municipalité est composée des onze villages suivants (population en 1992) :
- Călugăreni (69) ;
- Dreptu (662) ;
- Galu (414) ;
- Petru Vodă (1 000) ;
- Pârâul Fagului ;
- Poiana Largului (756) ;
- Poiana Teiului (1 233), siège de la municipalité ;
- Roșeni ;
- Ruseni (124) ;
- Săvinești (317) ;
- Topoliceni (310).

## Histoire
La première mention écrite du village date de 1500.

## Politique
Le Conseil Municipal de Poiana Teiului compte 13 sièges de conseillers municipaux. À l'issue des élections municipales de juin 2008, Petru Bîiă (PD-L) a été élu maire de la commune.
| Parti                          | Nombre de conseillers |
| ------------------------------ | --------------------- |
| Parti démocrate-libéral (PD-L) | 6                     |
| Parti social-démocrate (PSD)   | 5                     |
| Parti national libéral (PNL)   | 2                     |

## Religions
En 2002, la composition religieuse de la commune était la suivante :
- Chrétiens orthodoxes, 98,96 %.

## Démographie
En 2002, la commune comptait 5 232 Roumains (99,90 %). On comptait à cette date 1 890 ménages.
| 1992  | 2002  | 2007  |
| ----- | ----- | ----- |
| 5 268 | 5 237 | 4 952 |

## Économie
L'économie de la commune repose sur l'élevage, l'exploitation des forêts et l'agro-tourisme. La commune dispose de 297 ha de terres arables, de 10 487 ha de forêts et de 3 198 ha de prairies.

## Communications

### Routes
Poiana Teiului est un important nœud routier où se croisent :
- la route nationale DN15 qui relie Piatra Neamț avec Toplița et le județ de Harghita ;
- la route nationale DN17B qui rejoint Vatra Dornei et le județ de Suceava ;
- la route nationale DN15B qui rejoint Târgu Neamț.

## Lieux et monuments
- Poiana Teiului, église orthodoxe en bois de l'Annonciation (Buna Vestire) de 1741.

- Petru Vodă, église orthodoxe en bois St Georges (Sf. Gheorghe) de 1802[7].

- Galu, église orthodoxe en bois St Georges (Sf. Gheorghe) de 1818.